# Zespół Szkół nr 2 im. Eugeniusza Kwiatkowskiego w Dębicy
Zespół Szkół nr 2 im. Eugeniusza Kwiatkowskiego w Dębicy – jeden z największych zespołów szkół powiatu dębickiego, znajdują się w nim: III Liceum Ogólnokształcące w Dębicy, II Liceum Profilowane w Dębicy oraz Technikum nr 2 w Dębicy.
Historia szkoły sięga 1950 roku, kiedy to placówka została powołana decyzją Ministerstwa Przemysłu Chemicznego, początkowo miała kształcić młodzież na potrzeby dębickich zakładów produkcyjnych. W lutym 1990 roku Zespół Szkół nr 2 został przeniesiony do nowego budynku.
Placówka utrzymuje kontakty m.in. z „Europa Haus” w Batmarienberg w Niemczech, gdzie młodzież wyjeżdża na seminaria językowe. Ponadto bierze udział w projektach unijnych Socrates Comenius. W Zespole Szkół nr 2 w Dębicy działają organizacje szkolne, m.in.: Koło naukowo-technologiczne „TechnoZone”, WOŚP – Sztab „Kwiatek”, Koło Przedsiębiorczości, Drużyna Związku Harcerstwa Polskiego oraz Klub Honorowego Dawcy Krwi.

## Wychowankowie
- dr inż. Dominik Strzałka – adiunkt w Zakładzie Systemów Rozproszonych Politechniki Rzeszowskiej. Prodziekan ds. Rozwoju WEiI.
- Mariusz Kiljan – polski aktor teatralny, telewizyjny i filmowy oraz pieśniarz